# Hat-Hor
Hat-Hor, també conegut com a Hat-Hor (en realitat Hor-hat), és un possible faraó de la dinastia 0 que va governar al voltant del període Naqada IIIb.
Només se'l coneix per dues inscripcions: una localitzada al delta oriental del Nil i una peça de ceràmica de Tura.
- el seu nom en un gerro trobat a la tomba número 1702 de la necròpolis de Tarkhan.[3] Aquesta inscripció té la imatge d'una ciutat que s'assembla a Memfis, però sense l'identificador de falcó. Tanmateix, la lectura i la interpretació del seu nom no estan clares.[4]
- una segona inscripció de Tura.[5]